# Olaudah Equiano

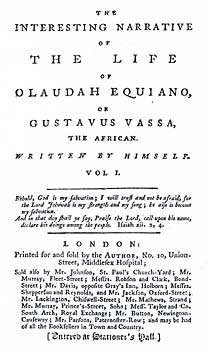
omslaget till Equianos självbiografi

Olaudah Equiano, född 1745 i (förmodat) Essaka, Nigeria , död 31 mars 1797, ibland även kallad Gustavus Vassa (vilket var hans slavnamn), var en slav och senare sjöman och författare på 1700-talet. Han var av nigerianskt ursprung (dåvarande kungadömet Benin) och bodde i de brittiska kolonierna i Amerika och i Storbritannien. Equiano var en av de ledande gestalterna i abolitionismen – avskaffandet av slaveriet.

## Biografi
Equiano konverterade som slav i brittiska Västindien till kristendomen. Genom en kombination av tur – han hamnade hos relativt humana herrar – och hårt arbete lyckades han friköpa sig själv, bistod sedan frivilligt en av sina vita välgörare att grunda en slavplantage och kolonisera Mosquitokusten, trots att han avskydde slaveriet, samt närde långtgående planer på att som missionär sprida anglikanismen bland de hedniska afrikanerna.
Equiano kom att delta i utforskandet av Sydamerika, Västindien och Arktis.
Olaudah Equiano publicerade sin självbiografi 1789. The Interesting Narrative of the Life of Olaudah Equiano, or Gustavus Vassa, the African beskriver slaveriets fasor och bidrog därmed till skapandet av Slave Trade Act som sedan antogs 1807 av det brittiska parlamentet och som var en början på avskaffandet av slaveriet. Romanen har också som merit att det är den äldsta kända självbiografin av någon som varit slav. Den är också känd som en av 1700-talets bästa äventyrsromaner.
Som förespråkare för abolitionismen var Equiano också ledare för “the Poor Black community” i London. Han kom att tjäna som talesman för sitt folk. Hans kommentarer och reaktioner publicerades regelbundet i tidningar som Public Advertiser och Morning Chronicle.

## Familj
Equiano bosatte sig i Soham, Cambridgeshire, och gifte sig 7 april 1792 med lokalinnevånaren Susannah Cullen i St Andrews kyrka. Paret fick två döttrar, Anna Maria (1793–1797) och Joanna (1795–1857).

## Eftermäle
Nedslagskratern Equiano på planeten Merkurius är uppkallad efter honom.